# Пломбиратор

Ручной пломбиратор

Пломбиратор — устройство, предназначенное для сжатия пломбы из мягких материалов.
Употребляется также сокращение Пломбир.

## Этимология
Слово «пломбиратор» произошло от слова «пломбировать» «plombieren»), заимствованного в XVIII веке из немецкого языка, где было образовано от французского «plomber»- «запечатывать свинцом» (пломбы обычно делали из свинца). Исходным словом является латинское «plumbum» — свинец.

## История
Пломбиратор (пломбир) как один из видов щипцов, является древним изобретением, автор которого, к сожалению, неизвестен. Первые щипцы были выполнены вначале из дерева, а позднее — примерно в третьем тысячелетии до нашей эры — из бронзы, когда для обработки горячих металлов в процессе ковки или литья потребовались зажимы-держатели. В дальнейшем, с развитием техники, росло и число различных конструкций щипцов: для столярных и слесарно-монтажных работ, медицинских манипуляций, парикмахерских услуг и пр., в том числе для обжатия пломб.

## Дизайн
Пломбиратор состоит из двух ручек и головной части, с верхним и нижнем штемпелями (плашками). Плашки на пломбираторах гравируются как выпуклыми, так и углубленными. Выпуклые пломбираторы более трудоемки в изготовлении.

## Принцип действия
Пломбиратор выполнен в виде кривошипно-шатунного механизма. Сжатие пломбы производится с двух сторон, что позволяет наносить 1-2 рисунка. Движение штемпелей навстречу друг другу строго прямолинейно, поэтому пломба сдавливается равномерно.

## Виды пломбираторов
В зависимости от количества оттисков, оставляемых на пломбе, пломбираторы делятся на одно- и двухсторонние. Существует также деление пломбираторов на ручные и автоматические, с электромеханическим приводом. Последний тип пломбираторов используется на ювелирных заводах, когда требуется опломбировать большое количество изделий. При этом пломбы спаяны в кассеты (как скобы для степлера) и подаются автоматически, а опломбирование производится нажатием педали.

## Материалы
Пломбираторы, служащие для обжатия свинцовых пломб, изготавливаются из высококачественных стальных сплавов с добавками ванадия и хрома — для повышения прочности и защиты от коррозии. Рукоятки пломбираторов — из тонколистового холоднокатаного проката, а штемпели и оси — из горячекатаного и кованого сортового проката. Пломбираторы для ювелирной промышленности могут быть сделаны из более мягкого металла, например, из латуни, чтобы при опломбировании уменьшить давление на дорогие ювелирные изделия.

## Технические требования
Многие организации, производящие ручной инструмент для опломбирования, ориентируются на жесткий государственный стандарт ГОСТ 17271-76 (Впоследствии заменен на ТУ 498-699-86 и ТУ РСФСР 28-01-08-103-86). Твердость верхнего и нижнего штемпелей пломбира должны быть HRC 35…40. Наружные поверхности рукояток и скобы должны быть полированы. Несоосность верхнего и нижнего штемпелей пломбиратора не должна быть больше 0,5 мм, а непараллельность штемпелей при сжатии рукояток — не более 0,3 мм. При нажатии на рукоятки усилие не должно превышать 0,25 кН.